# Вызел
Вызел (болг. Възел) — село в Болгарии. Находится в Кырджалийской области, входит в общину Черноочене. Население составляет 72 человека.

## Политическая ситуация
В местном кметстве Свободиново, в состав которого входит Вызел, должность кмета (старосты) исполняет Мюмюн Акиф Халил (Движение за права и свободы (ДПС)) по результатам выборов.
Кмет (мэр) общины Черноочене — Айдын Ариф Осман (Движение за права и свободы (ДПС)) по результатам выборов.